# Zaretxni (Novopokrovski)
|  | Per a altres significats, vegeu «Zaretxni». |

Zaretxni - Заречный (rus) és un possiólok del krai de Krasnodar, a Rússia. Es troba a la vora esquerra del riu Korsun. És a 15 km al sud de Novopokróvskaia i a 154 km al nord-est de Krasnodar.
Pertany al possiólok de Novopokrovski.